# Otrupka Westwooda
Otrupka Westwooda (Stenamma debile) – gatunek mrówki z podrodziny Myrmicinae.

## Charakterystyka
Długość ciała robotnic wynosi od 3,5 do 4,0 mm; ciało od żółtoczerwonego do czerwonobrązowego. Całe ciało owłosione, brak przyoczek.

## Występowanie
Zamieszkuje cieniste lasy, głównie liściaste, z grubą warstwą ściółki, w której buduje gniazda. Gatunek eurokaukaski, spotykany prawie w całej Polsce, choć trudny do znalezienia ze względu na skryty tryb życia.

## Biologia
Tworzy zwykle kolonie monogyniczne, liczące do 150 robotnic. Mrówki powolne, niezbyt agresywne, odżywiają się głównie padliną, rzadziej upolowanymi zwierzętami. Aktywne głównie rano i podczas ciepłych, pochmurnych dni. Lot godowy odbywa zwykle we wrześniu, czasem w październiku.

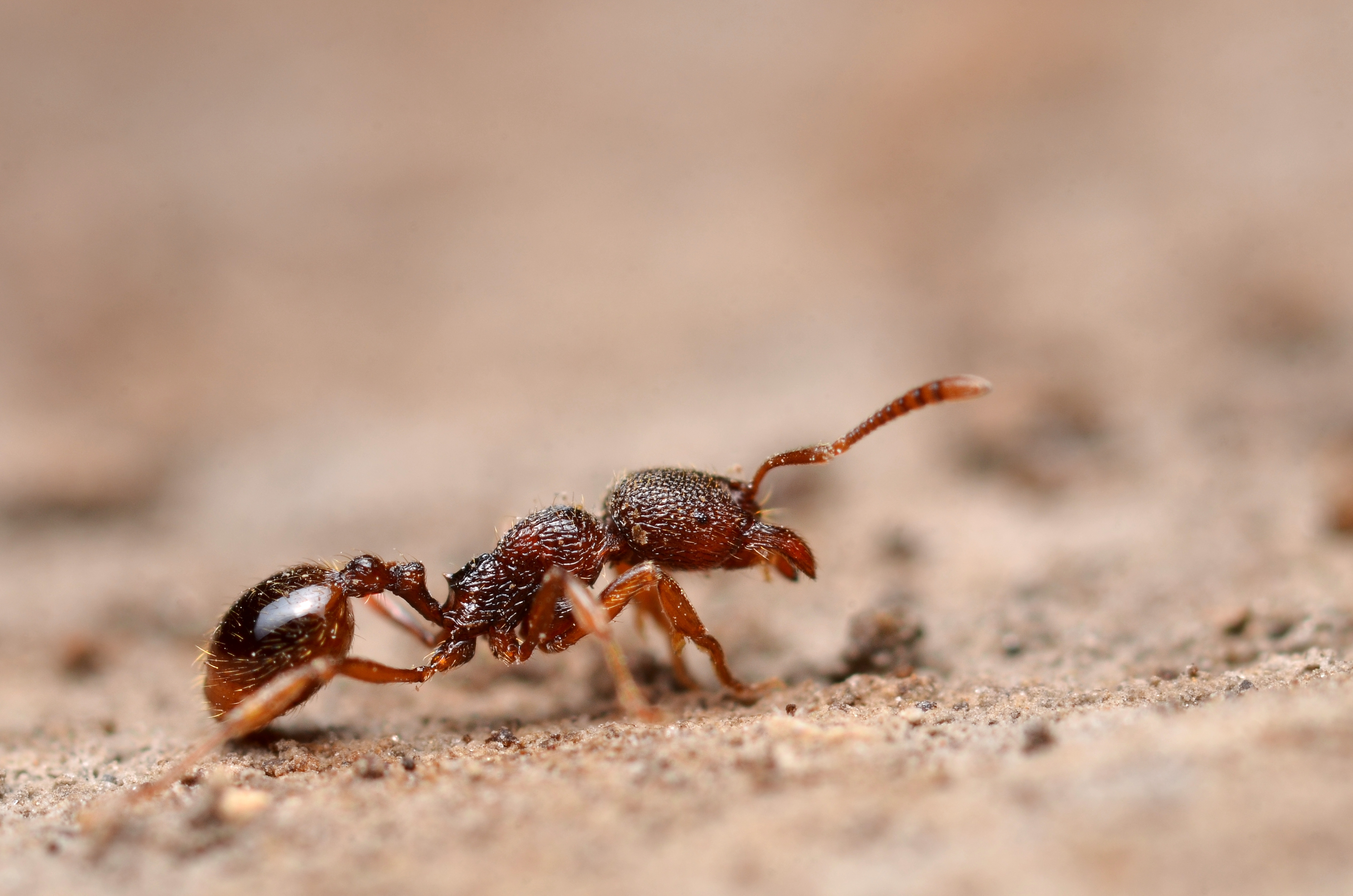
Robotnica